# Dzjuljunitsa (vattendrag)
Dzjuljunitsa (bulgariska: Джулюница) är ett vattendrag i Bulgarien.   Det ligger i regionen Veliko Tărnovo, i den centrala delen av landet, 220 km öster om huvudstaden Sofia.